# Mistrzostwa SAFF U-17 w piłce nożnej mężczyzn
Mistrzostwa SAFF U-17 w piłce nożnej mężczyzn – międzynarodowy turniej piłkarski organizowany przez Federację Azji Południowej (SAFF) dla zawodników poniżej 17 roku życia.
Pierwsza edycja turnieju odbyła się w 2022 roku na Sri Lance. Złoty medal zdobyła reprezentacja Indii.

## Dotychczasowe finały
Na podstawie:
| Edycja         | Gospodarz |  | Mistrz     | Wynik | II miejsce |                                                    | III miejsce                                        | Wynik                                              | IV miejsce |
| -------------- | --------- |  | ---------- | ----- | ---------- | -------------------------------------------------- | -------------------------------------------------- | -------------------------------------------------- | ---------- |
| 2022 Szczegóły | Sri Lanka |  | Indie U-17 | 4:0   | Nepal U-17 | nie rozgrywano ( Bangladesz U-17 i Sri Lanka U-17) | nie rozgrywano ( Bangladesz U-17 i Sri Lanka U-17) | nie rozgrywano ( Bangladesz U-17 i Sri Lanka U-17) |            |

## Klasyfikacja medalowa
| Kraj            | Triumfator | Finalista | Półfinał |
| --------------- | ---------- | --------- | -------- |
| Indie U-17      | 1 (2022)   | -         | -        |
| Nepal U-17      | -          | 1 (2022)  | -        |
| Bangladesz U-17 | -          | -         | 1 (2022) |
| Sri Lanka U-17  | -          | -         | 1 (2022) |